# Sidovapen

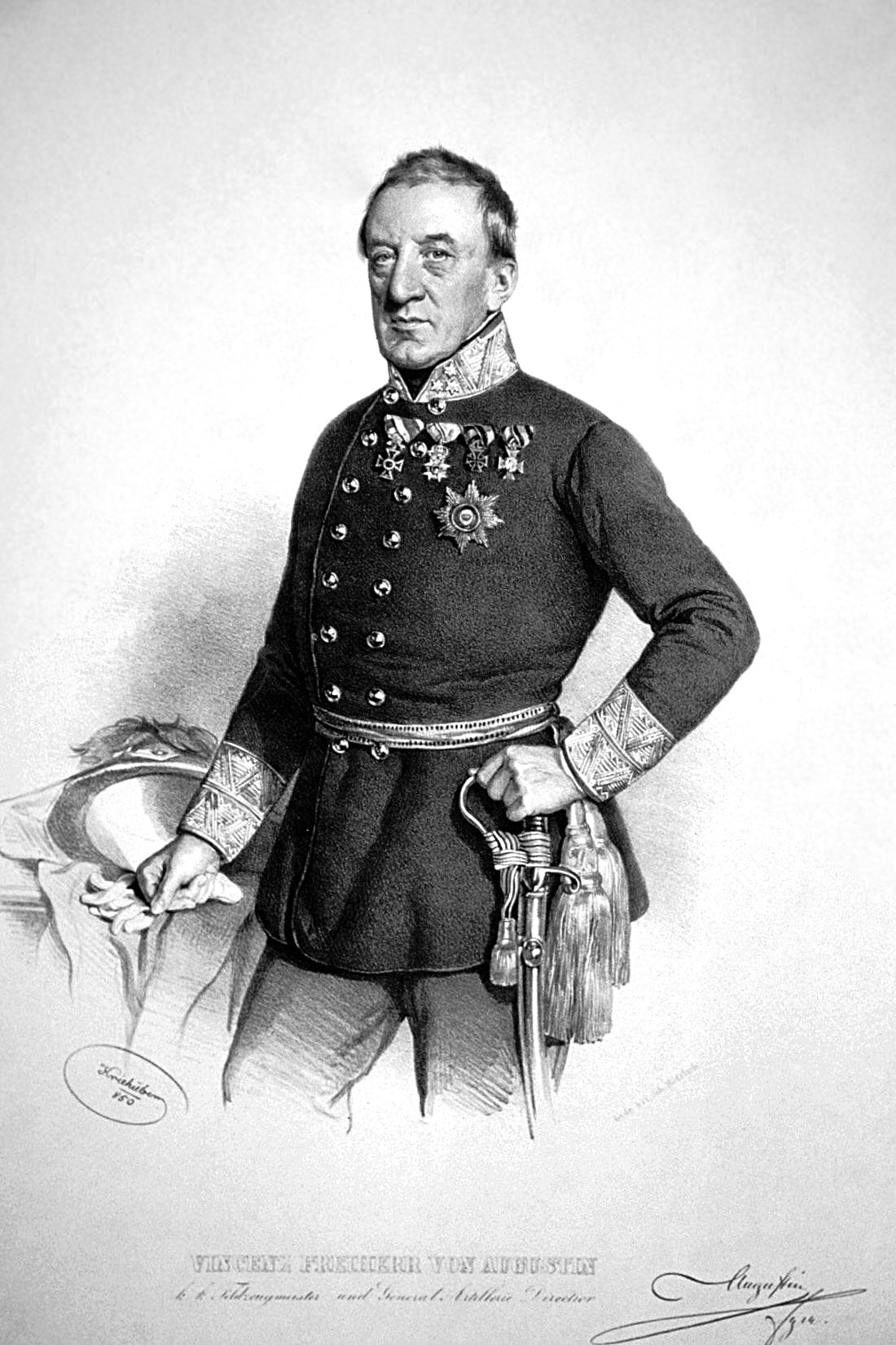
Ett blankvapen som sidovapen (sidogevär) bärs på vänster sida om kroppen.

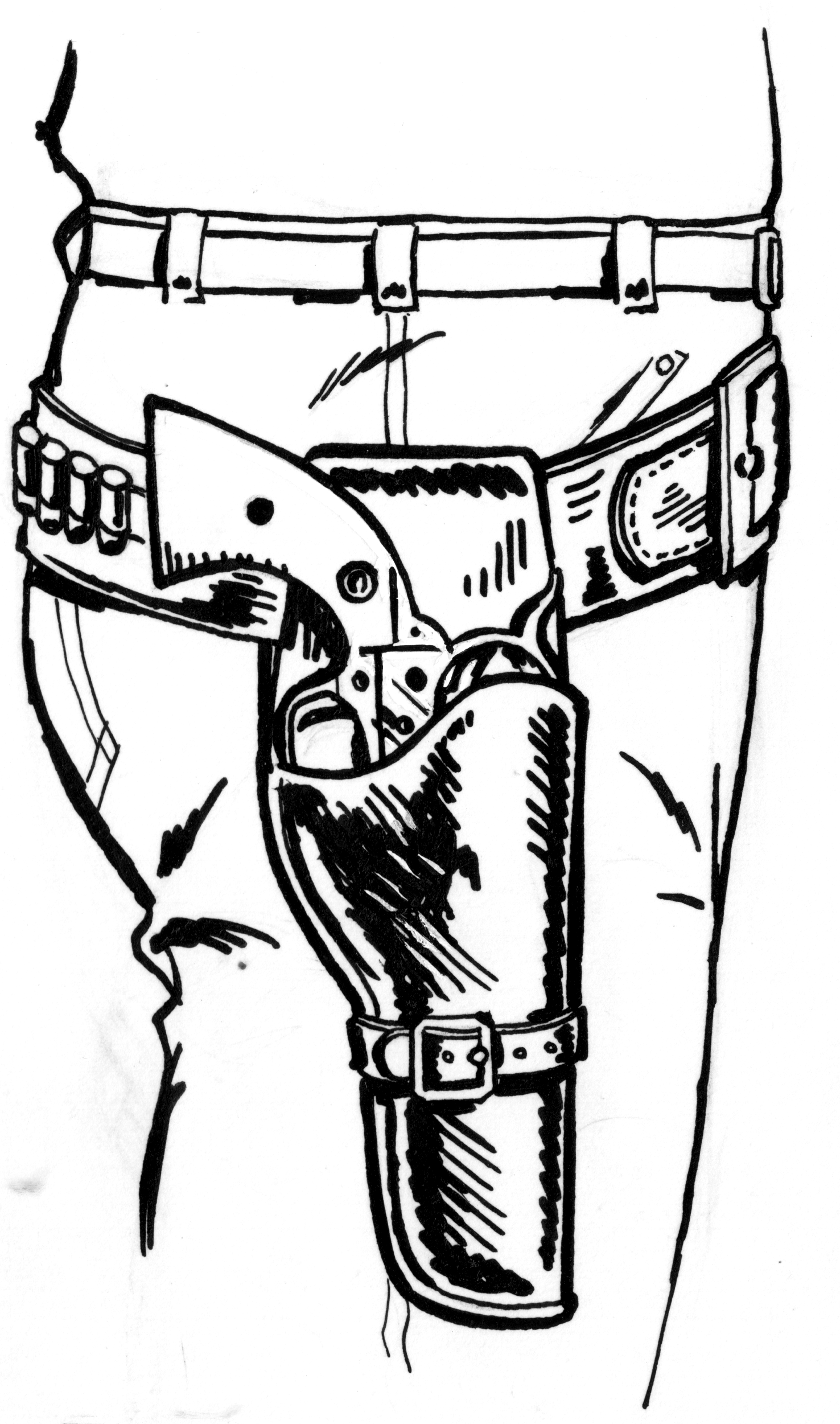
Ett eldhandvapen som sidovapen bärs på höger sida om kroppen.

Ett sidovapen är ett vapen som kan bäras på kroppen men som ändå är omedelbart gripbart. Sidovapen bärs av polis, livvakter och viss militär personal. För poliser är sidovapnet oftast huvudvapnet medan det för militärer är ett andrahandsvapen som bärs som komplement till tyngre vapen.

## Sidogevär (blankvapen)
Sidogevär (från tyskans Seitengewehr) är ett äldre namn som trots att det innehåller ordet ”gevär” endast omfattar blankvapen som värja, sabel eller bajonett. Idag används sidogevär enbart i ceremoniella sammanhang.

## Revolvrar
Under mitten av 1800-talet hade den tekniska utvecklingen gjort det möjligt att tillverka tillförlitliga revolvrar och sådana började snart också användas som sidovapen, något som har illustrerats i otaliga westernfilmer. De tidiga revolvrarna var slaglåsvapen som laddades med svartkrut och som var besvärliga att ladda om när man hade skjutit sina fem eller sex skott. Det gjorde att militärer ofta bar både sabel och revolver som sidovapen. I slutet av 1800-talet hade införandet av enhetspatroner gjort revolvrarna mer tillförlitliga och lättanvända vilket gjorde att blankvapen som sidovapen blev allt mer ovanliga.

## Pistoler
De ryttarpistoler som bars av kavallerister under renässansen brukar inte betraktas som sidovapen, dels för att de ofta var huvudvapnet och dels för att de inte bars på kroppen utan i sadelhölster.
I och med att automatpistoler började utvecklas under de sista åren av 1800-talet började de också användas som sidovapen. En automatpistol är ännu enklare att ladda om än en revolver och rymmer oftast fler skott. År 1911 antog USA:s armé pistolen Colt M1911 som standardvapen och den användes ända fram till 1985. I Sverige används Sig Sauer P226 som sidovapen av polisen och Glock 17 av Försvarsmakten.